# Anosia strigosa
Anosia strigosa är en fjärilsart som beskrevs av Bates 1864. Anosia strigosa ingår i släktet Anosia och familjen praktfjärilar. Inga underarter finns listade i Catalogue of Life.